# Бериев Р-1
Бериев Р-1 — экспериментальная реактивная летающая лодка, морской разведчик. Первый реактивный гидросамолёт в СССР.

## История
В мае 1947 года в ОКБ-49 Г. М. Бериева начались работы по созданию экспериментальной летающей лодки с турбореактивными двигателями. Инициатором проекта был сам Бериев, его инициативу поддержали главком авиации ВМС Е. Н. Преображенский и главком ВМФ Н. Г. Кузнецов. 12 июня 1948 года советское правительство выпустило постановление № 2061—803сс о проектировании реактивной летающей лодки. Проект получил обозначение «Р». Согласно проектному заданию летающая лодка должна была использоваться в качестве разведчика и бомбардировщика и иметь скорость, сравнимую с основными истребителями США морского базирования — McDonnell FH-1 Phantom и Grumman F9F Panther.
Постановлением правительства были установлены сроки проведение государственных испытаний. Они должны были начаться в декабре 1949 года Коллектив ОКБ-49 в тот период был совсем небольшим и выдержать такие сроки было очень сложно, ведь в структуре ОКБ не было даже отделов. На тот момент самая большая бригада имела численность менее 30 человек. Одновременно с разработками по проекту "Р", небольшие конструкторские силы ОКБ вели работы по поршневому гидросамолёту Бе-6, в результате чего проектирование реактивной лодки быстро выбилось из установленного графика.
К декабрю 1949 года, конструкторское бюро смогло предъявить заказчику только макет. Исходя из этого, Правительство выпустило ещё одно Постановление СМ за №2474-974сс от 10 июня 1950 года — о переносе государственных испытаний изделия "Р" ещё на год. В этом документе так же предписывалось заменить двигатели РД-45 на более мощные ТРД ВК-1, а вместо 20-миллиметровых пушек в кормовой установке использовать орудия калибром 23 мм.
21 марта 1951 года комиссии был предъявлен макет перекомпонованной летающей лодки, который был одобрен. Военные заказчики требовали расширить номенклатуру бомбовой нагрузки и рассмотреть возможность подвески двух мин АМД-500.
Первая советская реактивная летающая лодка с индексом Р-1, имела взлётную массу 17000 кг, была оснащена двумя ТРД типа ВК-1, с размещением на стыках консолей с центропланомс и тягой на взлётном режиме по 2700 кг.
В ноябре 1951 года постройка первого прототипа Р-1 была закончена. Р-1 был передан на заводские лётные испытания на гидробазу ОКБ в Таганроге. Провести испытания поручили лётчику-испытателю НИИ-15 ВМФ полковнику И.М. Сухомлину.

### Испытания
22 ноября 1951 года начались пробежки. После пробежек на скоростях до 0,7 взлётной и этом диапазоне скоростей Р-1 вёл себя нормально.
При выполнении пробежек на скорости, равной 0,8 взлётной (свыше 165 км/ч), у самолёта начались продольные колебания такой силы, что самолёт выбрасывало из воды. Однажды, машина чуть не встала на хвост, и только мгновенная реакция испытателя позволила избежать катастрофы. Изучая данную проблему, выяснилось, что испытатели столкнулись с совершенно новым явлением, которое позже получило название «гидродинамический барьер неустойчивости».
27 ноября пробежки возобновились, но предложеное решение проблемы явления "гидродинамического барьера неустойчивости" изменяя балансировку руля высоты и угол установки стабилизатора, к сожалению, не дали никакого эффекта.
7 декабря испытания были прерваны до весны 1952 года из-за начала ледостава на Азовском море.
13 апреля 1952 года пробежки возобновились. Но ни 13 ни 15, 18 и 19 апреля результаты не изменились, они были теми же, что и в прошлом году, за зиму специалистам ОКБ и гидродинамики ЦАГИ так и не удалось решить проблему.
18 и 19 мая на новых серия пробежек снова стали менять балансировку руля высоты и элеронов, но и эта попытка осталась безрезультатной.
Причиной раскачки являлось необычно большое разрежение в области за реданом, поэтому следующим этапом отладки Р-1 стала организация дренажа днища через отверстия в межреданной части лодки и открытый люк фотоотсека, кроме того, пружину сервокомпенсатора руля направления заменили на жёсткую тягу.
21 мая пробежки с доработками положительных результатов тоже не принесли, и тогда на месте люка решили установить более эффективный с точки зрения подачи воздуха в дренажную систему регулируемый ковшовый воздухозаборник.
24 мая на пробежках при открытом воздухозаборнике продольные колебания самолёта стали менее интенсивными, но резко возрастали при его закрытии.
29 мая летающая лодка Р-1 с новым управляемым воздухозаборником, более-менее устойчиво глиссировала на скоростях до 196 км/ч.
30 мая 1952 года Р-1 подняли в воздух. Лётчик-испытатель И.М. Сухомлин и бортмеханик С.И. Кондратенко совершили первый полёт.
Уже в воздухе на скорости свыше 370 км/ч возникла тряска хвостовой части, и при посадке лодка сделала три небольших "барса" (самопроизвольные кратковременные отрывы гидросамолёта от воды).
Всё лето 1952 года посвятили борьбе с бафтингом и барсами. При проведении и разборов испытательных полётов опробовались различные варианты обводов лодки, хвостовой части самолёта и конфигурация взлётно-посадочной механизации. После многочисленных экспериментов на моделях в гидроканале ЦАГИ, специалисты ОКБ вместе со специалистами ЦАГИ выяснили, что на больших предвзлётных скоростях за реданом образуется зона разряжения и возникающие при этом перепады давления приводят к продольной раскачке и выбросу самолёта из воды.
3 октября 1952 года машина молучила повреждения при посадке. На скорости 190 км/ч начались "барсы" и машину несколько раз подбросило на высоту до 4 м (максимальная перегрузка в носу лодки составила 10,6 g). Управлял самолдетом лётчик-испытатель Г.И. Бурьянов, недавно закончивший Школу лётчиков-испытателей МАП. Совместно с ремонтом в октябре - ноябре 1952 года проходили Доработки Р-1.
После произошедшего казалось[кому?], что машину придётся списать, но запас прочности у Р-1 оказался таким, что в результате отделались не слишком значительными повреждениями.
С 30 ноября до 4 декабря удалось выполнить несколько пробежек, пока ледостав не прервал испытания до весны следующего года.
Все мыслимые сроки передачи Р-1 на государственные испытания были сорваны, гарантии, что машину удастся довести до "ума" в следующем, 1953 года дать не мог никто. К тому же Ил-28 и Ту-14 уже несколько лет строились серийно. За время затянувшихся заводских испытаний летающая лодка по своим ЛТХ (прежде всего скорость и потолок (не считая дальности)) перестала устраивать заказчика, она успела морально устареть.
Неудачи и срыв государственных испытаний послужили поводом для разбирательств на самом высоком уровне. Под председательством министра оборонной промышленности СССР Д.Ф. Устинова собралось представительное совещание. Министр авиационной промышленности М.В. Хруничев, предложил тему по самолёту "Р" закрыть, что могло послужить причиной дальнейшего расформирование ОКБ, но Устинов решил дать Г. М. Бериеву возможность довести свою машину, одновременно выдав задание на разработку более совершенного реактивного гидросамолёта.
Адмирал флота Н. Г. Кузнецов в сентябре 1953 г поддержал Устинова, новый самолёт должен был иметь максимальную скорость порядка 950 - 1050 км/ч, потолок 15000 - 16000 м, практическую дальность полёта до 3500 км и обладать мореходными качествами, обеспечивающими взлёт и посадку при высоте волны до 1,5 м".
8 октября 1953 года вышло Постановление СМ за №2622-1105сс о создании гидросамолёта "М" - будущего Бе-10.
18 июля 1953 года возобновились лётные испытания Р-1, была улучшена механизация крыла (установили выдвижные закрылки вместо щелевых), дренаж был основательно переделан - теперь воздух подавался через два отверстия в зону с наибольшим разряжением. Давление в каналах дренажа измерялось специально разработанным измерителем колебаний давления. В результате модернизации гидросамолёт на взлёте и посадке вёл себя вполне устойчиво, отрыв от воды происходило плавно, без клевка, взлётная скорость составляла порядка 200 км/ч, посадочная - 185 км/ч.
В дальнейшем, по завершении испытаний, Р-1 использовался в качестве летающей лаборатории и учебно-тренировочного самолёта.
В феврале 1956 года, в одном из тренировочных полётов, лётчик-испытатель М. Власенко совершил аварийную посадку в Геленджикской бухте с выбросом машины на отмель. После аварии самолёт восстанавливать не стали, и он до 1959 года стоял на испытательной базе в Геленджике.
30 мая 1952 года Р-1 совершил первый полёт. В ходе затянувшейся «доводки» тему по самолёту «Р» было решено закрыть.

## ТТХ
- Размах крыла, м 20.00
- Длина самолёта, м 19.90
- Высота самолёта, м 7.10
- Площадь крыла, м2 58.00
- Масса, кг
  - пустого самолёта 12460
  - максимальная взлётная 20300
- Тип двигателя 2 ТРД Климова ВК-1
- Тяга, кгс 2 х 2700
- Максимальная скорость, км/ч
  - на высоте 800
  - у воды (или земли) 760
- Крейсерская скорость, км/ч 580
- Практическая дальность, км 2000
- Практический потолок, м 11500
- Экипаж, чел 3
- Вооружение: четыре 23-мм пушки
  - Боевая нагрузка — 1000 кг (глубинные бомбы, торпеда)